# Paleochora
Paleochora (griechisch Παλαιοχώρα (f. sg.)) ist eine Hafenstadt im äußersten Südwesten der griechischen Insel Kreta. Sie gehört zum Gemeindebezirk Pelekanos und ist Verwaltungssitz der Gemeinde Kandanos-Selino. Der Ort ist eines der größten Touristenzentren an Kretas Südküste, Fähren verbinden mit den Nachbarorten und der vorgelagerten Insel Gavdos.

## Lage und Name
Der Ortskern befindet sich auf einer schmalen Landzunge die halbinselartig der steil ansteigenden Südküste vorgelagert ist. Die geografische Lage macht Paleochora zu einer der sonnenreichsten Regionen Kretas. Am südlichen Ende der Landzunge liegt der Hafen, eine weitere Schiffsanlegestelle befindet sich an der östlichen Uferpromenade. Die letztgenannte Anlegestelle wurde 2018 vergrößert. Dort legen die Fähren und Schiffe an, die Einheimische und Touristen nach Gavdos, Sougia oder Agia Roumeli (gleichzeitig Ausgang der Samaria-Schlucht), oder zum Strand von Elafonisi befördern. Die Entfernung nach Chania beträgt etwa 72 km.
Der Name bedeutet im Deutschen „Alter Ort“ und weist vermutlich auf die antike Ortschaft Kalamyde (Καλαμύδη) hin, die sich  im Nordosten des heutigen Paleochora befand.
Von deutschen Touristen wird oft der Kurzname „Pale“ verwendet.

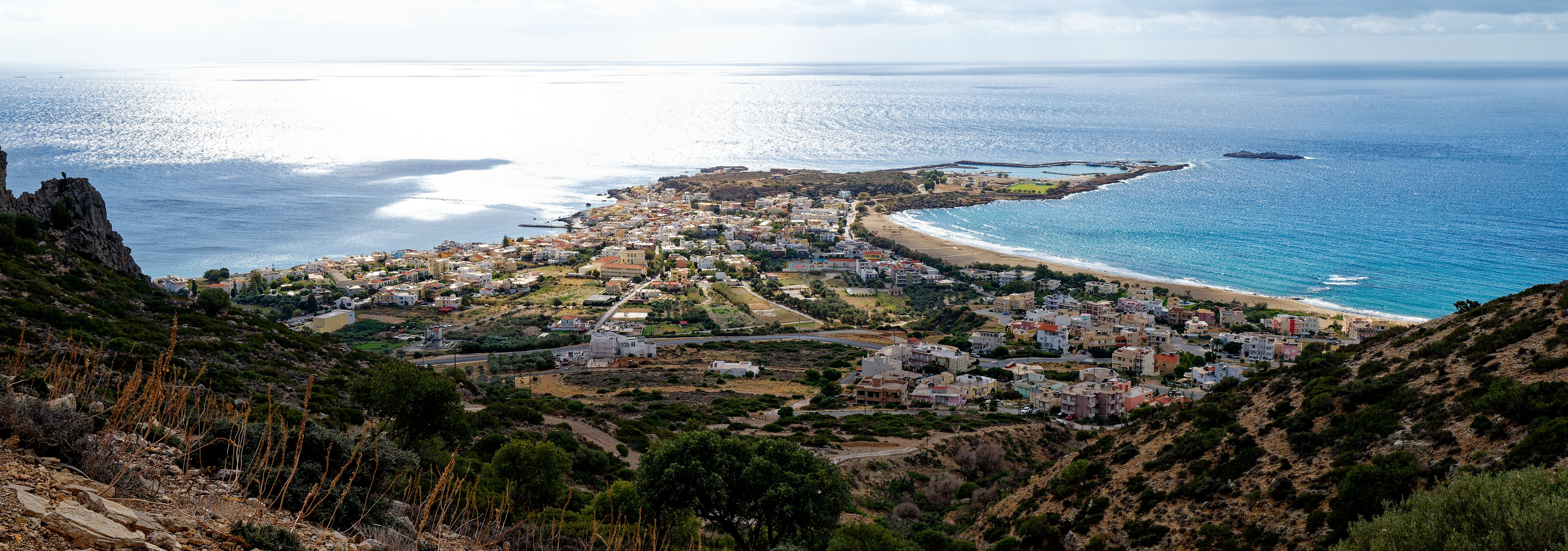
Panorama von Paleochora

## Klima
Paleochora hat ein mediterranes Klima mit milden Wintern und heißen Sommern. Gemäß dem Nationalen Observatorium Athen (NOA) fallen jährlich rund 500 mm Niederschlag. Im Zeitraum von 2007 bis 2012 lag die jährliche Durchschnittstemperatur bei 20,7 °C. Damit ist Paleochora die wärmste Gegend Griechenlands bzgl. aller NOA-Wetterstationen.
|                        | Jan  | Feb  | Mär  | Apr  | Mai  | Jun  | Jul  | Aug  | Sep  | Okt  | Nov  | Dez  |   |      |
| Mittl. Temperatur (°C) | 13,4 | 13,1 | 15,1 | 17,7 | 21,3 | 26,8 | 29,9 | 29,8 | 26,2 | 21,9 | 18,6 | 15,3 | ⌀ | 20,8 |
| Mittl. Tagesmax. (°C)  | 15,9 | 15,7 | 18,0 | 20,6 | 24,5 | 30,3 | 33,4 | 33,0 | 29,2 | 24,7 | 21,2 | 17,7 | ⌀ | 23,7 |
| Mittl. Tagesmin. (°C)  | 10,9 | 10,4 | 12,1 | 14,8 | 18,1 | 23,2 | 26,3 | 26,5 | 23,2 | 19,0 | 15,9 | 12,8 | ⌀ | 17,8 |

| 10,9 |

| 10,4 |

| 12,1 |

| 14,8 |

| 18,1 |

| 23,2 |

| 26,3 |

| 26,5 |

| 23,2 |

| 19,0 |

| 15,9 |

| 12,8 |

| 10,9 |

| 10,4 |

| 12,1 |

| 14,8 |

| 18,1 |

| 23,2 |

| 26,3 |

| 26,5 |

| 23,2 |

| 19,0 |

| 15,9 |

| 12,8 |

## Geschichte
1278: Der venezianische Admiral Marino Gradenigo gründete eine Festungsanlage in der Umgebung von Paleochora namens „Selino Kasteli“. Diese gab der gesamten Umgebung den Namen „Selina“. Der Name ist von dem griechischen Wort „Σέλινο“ (Sellerie) abgeleitet.
1332: Zerstörung des Kastells
1334: Wiederaufbau des Kastells von Venezianern
1539: Erneute Zerstörung durch den osmanischen Großadmiral Khair ad-Din Barbarossa
1595: Erneuter Wiederaufbau
1645: Belagerung des Kastells durch die Türken zu Beginn des Kriegs um Kreta 1645 – 1669
1834: Der englische Reisende Robert Pashley fand den gesamten Ort zerstört vor, lediglich eine Getreidemühle und zwei Lager waren noch in Betrieb.
1866: Beginn der Wiederbesiedlung Paleochoras.
1941: Kämpfe zwischen dem 65. deutschen Bataillon und kretischen Widerstandskämpfern.
1970: Die Ortschaft wird von Hippies als „Aussteigerdorf“ entdeckt. In den Folgejahren wurde der Tourismus zur wichtigsten Einkunft der Stadt.
2024: Auf der Paleochora vorgelagerten Insel Gavdos strandeten im Lauf des Jahres mehrere Flüchtlingsboote aus Libyen.

## Ortsbild

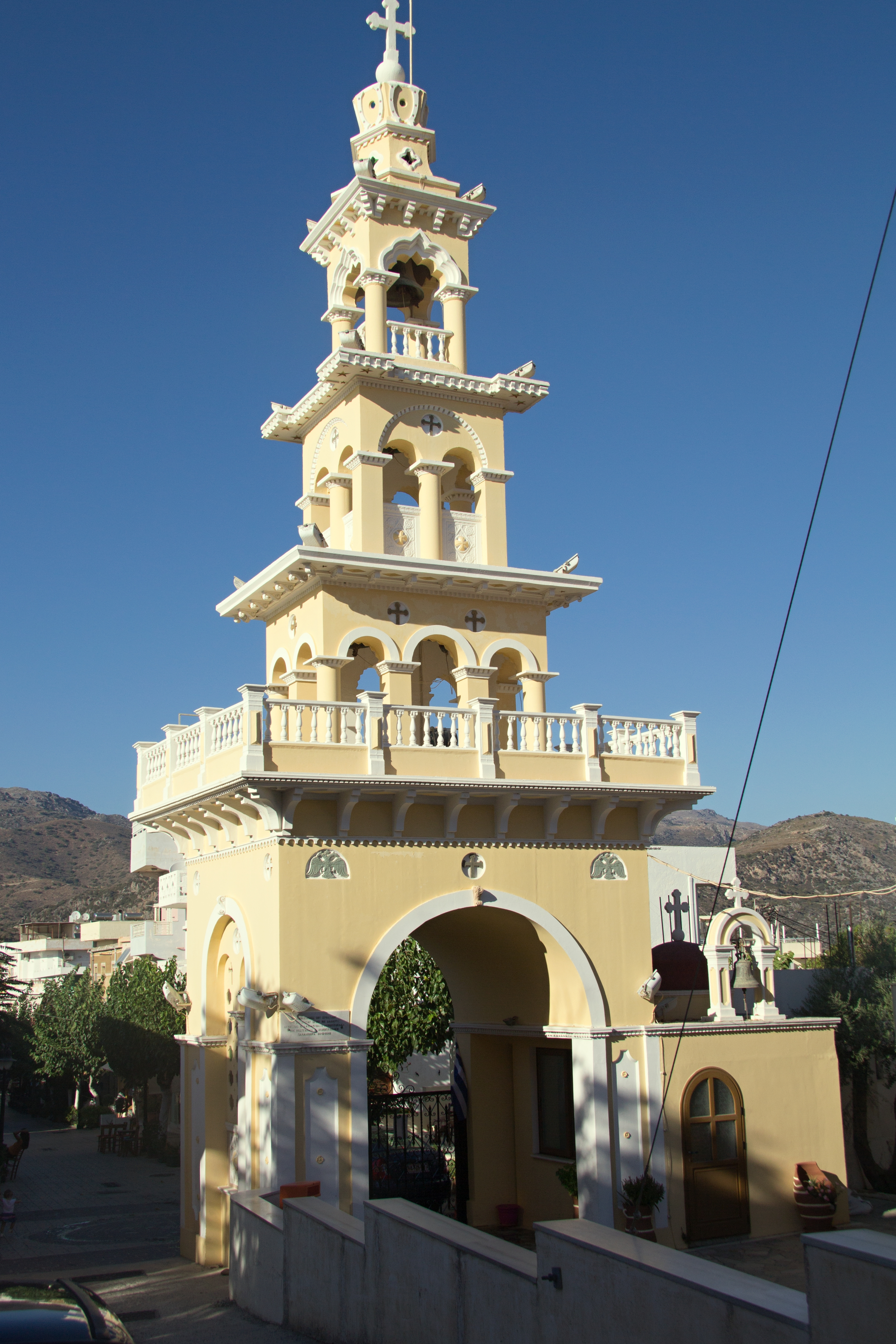
Glockenturm der Evangelistria-Kirche

Das Ortsbild wird überwiegend von funktionalen Zweckbauten geprägt. Wahrzeichen ist die griechisch-orthodoxe Evangelistria-Kirche mit separat stehendem zierlichen Glockenturm. Im sogenannten Gavdos-Viertel finden sich noch Häuser von Auswanderern, die die Insel Gavdos verlassen haben. Diese Häuser wurden im typischen Gavdos-Stil erbaut, d. h., sie haben eine Grundfläche von ca. 4 m × 7 m, relativ kleine Fenster und Türen und bestehen aus Bruchsteinen.
Nahe der Südspitze der Halbinsel finden sich auf einer Anhöhe die Überreste des venezianischen Kastells Selinas, von dem man einen guten Ausblick über den Ort hat. 1282 erbaut wurde es 1539 von Piraten weitgehend zerstört. Die begonnene, aber nicht beendete Ausgrabung legte Grundmauern und Reste einer Zisterne und eines Brunnens frei.

## Wirtschaft
Paleochora gehört zu den größten touristischen Ortschaften an der Südküste Kretas. Der Strand östlich des Ortes ist fast lückenlos bebaut; dies ist mittlerweile auch der Fall für den ansteigenden Hang hinter dem Sandstrand. Geschäfte und Gastronomie decken sowohl den Bedarf der einheimischen Bewohner als auch den der Besucher. Es gibt mehrere Supermärkte, die, in der Saison, bis zu 14 Stunden geöffnet haben. Die Infrastruktur ist stark auf den Tourismus ausgelegt, den Gästen stehen eine Vielzahl von Tavernen, Kafenia und Restaurants zur Verfügung. Die meisten Bewohner verdienen ihren Lebensunterhalt durch die Vermietung von Zimmern oder mit Beschäftigung in der Gastronomie. Große Hotels gibt es bislang nicht und es wird auch kaum Halbpension angeboten. Immer wieder wird eine Ansiedlung von großen Resorts diskutiert. Der Tourismus lebt zu einem großen Teil von Stammgästen, ein großer Teil davon kommt aus Deutschland.
Neben dem Tourismus spielt die Landwirtschaft (speziell Tomaten, Oliven) in Paleochora und Umgebung nach wie vor eine wichtige Rolle.

## Wandermöglichkeiten
Paleochora liegt am Europäischen Fernwanderweg E4. In westlicher Richtung wird über Krios Beach der Strand von Elafonisi erreicht, nach Osten kommt man über Lisos nach Sougia. Vom fünf Kilometer entfernten Anydri kann durch die gleichnamige Schlucht zum Strand Paralia Gialiskari abgestiegen werden.
Eine aussichtsreiche Halbtagestour beginnt im acht Kilometer entfernten Bergdorf Azogires und hat das ehemalige türkische Kastell Spaniakos (Koules von Spaniakos) zum Ziel.

## Sonstiges
Paleochora ist Schauplatz mehrerer Kriminalromane:
- Paul J. Lingard: Der Himmel von Paleochora. Mähringen 2012, ISBN 978-3-937108-29-2.
- Gabriele Panzner: Böse Augen und zerbrochene Spiegel: Kretas Wilder Westen. Mähringen 2022, ISBN 978-3-937108-41-4.
- Nikos Milonás: Kretischer Abgrund. Bd. 2, Frankfurt 2022, ISBN 978-3-596-70711-9.